# Marzan
Marzan (bretonisch Marzhan) ist eine französische Gemeinde mit 2.611 Einwohnern (Stand 1. Januar 2022) im Département Morbihan in der Region Bretagne.

## Geografie
Marzan liegt rund 30 Kilometer nördlich von Saint-Nazaire und 35 Kilometer östlich von Vannes im Südosten des Départements. Der Fluss Vilaine bildet teilweise die  Gemeindegrenze. Nachbargemeinden sind Péaule im Norden, Nivillac und La Roche-Bernard im Osten, Férel im Süden, Arzal und Muzillac im Südwesten sowie Noyal-Muzillac und Le Guerno im Nordwesten.

## Geschichte
Über die Frühgeschichte der Gemeinde gibt es kaum Belege. Überreste aus prähistorischer und gallo-römischer Zeit belegen eine frühe Besiedlung. Die Urkundensammlung der Abtei Redon erwähnt den Ort erstmals unter dem Namen Marsin im Jahr 895. Im Mittelalter übten verschiedene Lehensherren die Oberhoheit aus. Unter ihnen die Herren von Marzan. Historisch gesehen gehört Marzan zur Region Vannetais oriental (bretonisch:Reter Bro Gwened). Unter dem Ancien Régime war es Teil der Grafschaft Rochefort. Nach der Französischen Revolution war es Kampfgebiet zwischen Republikanischen Truppen und den Chouans. Politisch wurde Marzan 1790 eine Gemeinde. Von 1793 gehörte Marzan zum Kanton Péaule und zum Distrikt La Roche Bernard. Ab 1801 war es Teil des Arrondissements Vannes und von 1801 bis 2015 eine Gemeinde im Kanton La Roche-Bernard. 1903 bis 1947 hatte es einen Bahnhof der Chemins de fer du Morbihan. 
1944 richtete die Wehrmacht eine ganze Familie wegen ihrer Zugehörigkeit zur Résistance hin.

## Bevölkerungsentwicklung
Die Einwohnerzahl sank zwischen 1793 und 1821 stark (1793–1821: −17 %). Doch schwankte sie zwischen 1800 und 1936 stets in einem Bereich von 1700 bis 1900 Bewohnern. Nach dem Zweiten Weltkrieg bis ins Jahr 1975 lag die Einwohnerschaft stets stabil zwischen 1500 und 1600 Bewohnern. Seit 1999 hat die Einwohnerschaft stark zugenommen (1999–2012: +28 %) und erreicht mittlerweile einen neuen historischen Bevölkerungshöchststand.
| Jahr      | 1962 | 1968 | 1975 | 1982 | 1990 | 1999 | 2006 | 2012 | 2019 |
| Einwohner | 1567 | 1548 | 1547 | 1728 | 1736 | 1695 | 1852 | 2170 | 2421 |

## Sehenswürdigkeiten
- Schloss von Marzan (16. Jahrhundert) im Ort La Cour
- Kirche Saint-Pierre (aus dem 16. und 17. Jahrhundert); Chor aus dem 13.–15. Jahrhundert
- Kapelle Saint-Vincent-Ferrier aus dem 15.–17. Jahrhundert im Ort Trémer
- Kapelle Notre-Dame aus dem 16.–18. Jahrhundert im Ort Miquel
- Kapelle Saint-Symphorien aus dem 18. Jahrhundert im Ort Kertouart
- Mehrere alte Gebäude wie die Post, Bibliothek oder ein strohgedecktes Haus in La Cour
- Kreuze von Kermestre und Pouran
- Herrenhaus Kervelin aus dem Jahr 1625
- Herrenhaus der Familie de Porsac in Porsac
- Windmühlen in Kergenteil, Kertourat, Quistillic, Le Bourg, Craslon, l’Ile und Le Prédic
- Wassermühlen in Craslon, Marzan und Kerruchoux (1649)
- Alter Backofen in Trémer

Quelle: